# Ramón María Tenreiro
Ramón María Tenreiro Rodríguez (La Coruña, 1879-Bine, 1939) fue un escritor y político español.

## Biografía

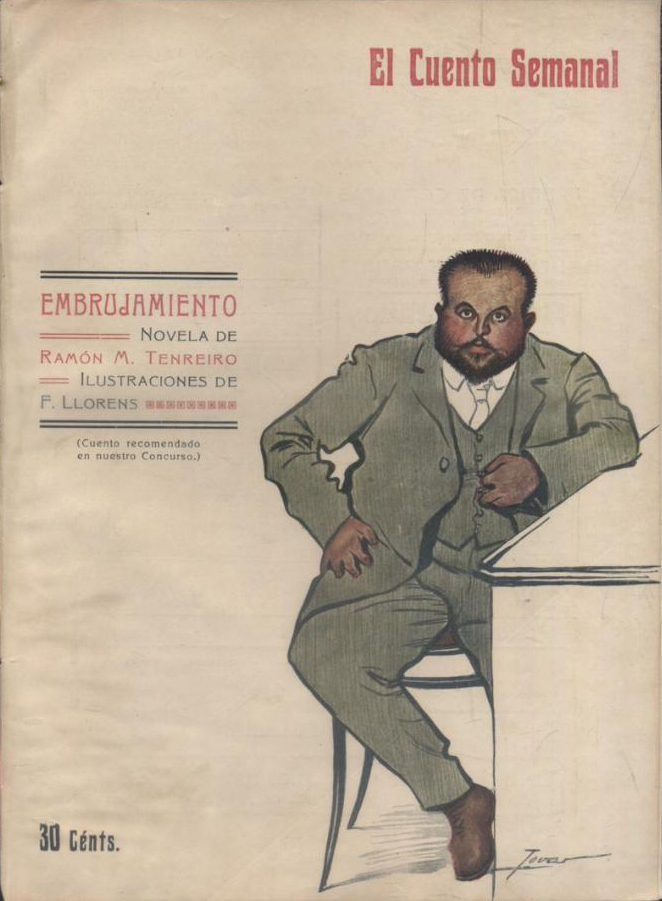
Caricaturizado por Tovar en una portada de la colección El Cuento Semanal

Ramón Tenreiro estudió en el Instituto Eusebio da Guarda en La Coruña y luego en París, donde fue compañero de Picasso. Se licenció en Derecho. De naturaleza enfermiza, siendo joven le fue amputada una pierna. Era hermano del arquitecto Antonio Tenreiro Rodríguez.
Amigo personal de Manuel Azaña, fue militante de ORGA primero y más tarde lo sería de Izquierda Republicana. Fue elegido diputado por la provincia de La Coruña en las elecciones de 1931. Cuando estalló la guerra civil española fue nombrado secretario de la embajada española de Berna (Suiza). Falleció en Bine, a orillas del lago Neuchâtel, en 1939.
Escribió narraciones en lengua castellana y tradujo del alemán algunas obras. Algunas de sus narraciones fueron traducidas a otros idiomas. Así mismo colaboró en diversas revistas y periódicos.

## Obras (selección)
- La agonía de Madrid o la cola del cometa (1910).
- Libros de caballerías (Amadís de Gaula, Palmerín de Inglaterra) (1924, 2.ª ed. 1935), adaptación.
- La promesa (1926).
- La esclava del Señor  (1927).
- La ley del pecado (1930).

## Traducciones (selección)
- El túnel de Bernhardt Kellerman.
- El mundo que nace de Hermann Keyserling.
- María Antonieta de Stefan Zweig.
- Las afinidades electivas de Johann Wolfgang von Goethe.